# 이다혜 (축구 선수)
이다혜(1992년 12월 19일 ~ )는 대한민국의 여자 축구 선수이다. 포지션은 골키퍼이며, 현재 독일의 프라우엔-분데스리가의 1. FFC 프랑크푸르트에서 활동하고 있다.

## 생애
이다혜는 독일에서 한국인 부부의 딸로 태어났다. 그의 아버지인 이내철은 현역 시절에 핸드볼 선수로 활동했다. 이다혜는 11세 시절에 프랑크푸르트암마인을 연고로 하는 공공 스포츠 클럽인 마카비 프랑크푸르트에 입단하면서 축구계에 입문했지만 클럽에는 여자 축구단이 없었기 때문에 14세 시절까지는 남자 축구단에서 뛰었다. 이다혜는 학교 수업이 끝난 다음에 1주일마다 3, 4회에 걸쳐 클럽에서 자격증을 소유한 축구 전문 코치로부터 훈련을 받았다.
이다혜는 2010년에 대한민국의 파주축구국가대표훈련원(파주 NFC)에서 대한민국 여자 U-17 축구 국가대표팀 상비군 자격으로 국가대표팀 훈련에 참가했지만 학업에 집중하기 위해 독일로 귀국하게 된다. 이다혜는 원래 공격수로 활동했지만 2012년에 1. FFC 프랑크푸르트에 입단하면서 골키퍼로 전향하게 된다. 당시 프랑크푸르트의 청소년 팀의 코치는 공격수로 활동하고 있던 이다혜가 골키퍼로 활동하기에 적합한 유연성, 체격을 갖고 있어서 골키퍼로 전향할 것을 제안했다고 한다.
이다혜는 2016년에 1. FFC 프랑크푸르트 1군 팀으로 승격되었고 프랑크푸르트 대학교에 재학 중이던 2017년에는 프랑크푸르트 대학교의 독일 대학 여자 축구 선수권 대회 우승을 경험했다. 포르투갈 코임브라에서 열린 2018년 유럽 대학 선수권 대회에서는 프랑크푸르트 대학교의 여자 축구 동메달에 기여했다.